# フランシスコ・バルガス
フランシスコ・バルガス（Francisco Javier Vargas Peláez, 1984年12月25日 - ）は、メキシコのプロボクサー。バハ・カリフォルニア州ティフアナ生まれ、メキシコシティ育ち。元WBC世界スーパーフェザー級王者。かつてはゴールデンボーイ・プロモーションズに所属していた。黒いハットを被り、口にマスクをつけた衣装で入場する。愛称の「山賊」のように入場し激しい打撃戦を好む選手。

## 経歴

### アマチュア時代
2003年4月、パンアメリカン競技大会予選にライト級 (60 kg) で出場し、準決勝で敗退した。
2003年8月、パンアメリカン競技大会にライト級 (60 kg) で出場し、準決勝で敗退した。
2004年3月、アテネオリンピックのアメリカ大陸予選にライト級 (60 kg) で出場し、準々決勝でヴィセンテ・エスコベドに敗退した。
2007年7月、パンアメリカン競技大会にフェザー級 (57 kg) で出場し、準々決勝で敗退した。
2008年3月、北京オリンピックのアメリカ大陸予選にライト級 (60 kg) で出場し、準々決勝でヘスス・クエジャルに敗退した。
2008年8月、中華人民共和国の北京市で開催された北京オリンピックにライト級 (60 kg) で出場し、2回戦で敗退した。
2009年9月、イタリアのミラノで開催された2009年世界ボクシング選手権大会にライト級 (60 kg) で出場し、1回戦で敗退した。

### プロ時代
2010年3月12日、プロデビュー戦を行い、4回3-0（3者とも40-36）の判定勝ちを収めデビュー戦を白星で飾った。
2013年8月9日、インディオのファンタジー・スプリングス・リゾート・カジノ内スペシャル・イベント・センターにてブランドン・ベネットと世界ボクシング機構 (WBO) インターナショナルスーパーフェザー級王座決定戦ならびに北米ボクシング連盟 (NABF) 北米スーパーフェザー級王座決定戦を行い、10回3-0（99-90、99-91、98-92）の判定勝ちを収めWBOインターナショナル王座ならびにNABF王座の獲得に成功した。
2013年12月13日、インディオのファンタジー・スプリングス・リゾート・カジノ内スペシャル・イベント・センターにてジェリー・ベルモンテスと対戦し、10回3-0（3者とも100-89）の判定勝ちを収めWBOインターナショナル王座ならびにNABF王座の初防衛に成功した。
2014年7月12日、MGMグランド・ガーデン・アリーナで元世界2階級制覇王者のファン・マヌエル・ロペスと対戦し、ロペスが3回終了時に棄権したためWBOインターナショナル王座ならびにNABF王座の2度目の防衛に成功した。
2015年3月12日、サンアントニオのフリーマン・コロシアムでウィル・トムリンソンと対戦し、8回1分30秒TKO勝ちでWBOインターナショナル王座ならびにNABF王座の3度目の防衛に成功した。
2015年11月21日、ラスベガスのマンダレイ・ベイ・イベント・センターで開催されたミゲール・コット対サウル・アルバレスの前座で、WBC世界スーパーフェザー級王者三浦隆司と対戦。1回に右フックから三浦をダウン寸前の状態にしたが、その後4回にダウンを喫すると、8回終了間際にはあわやレフェリーストップ寸前まで追い込まれた。しかし9回開始直後に連打でダウンを奪い返して形勢逆転し、9回1分31秒でTKO勝ちを収め王座獲得に成功した。
2016年4月28日、ゴールデンボーイ・プロモーションズが声明を発表し、ボランティア・アンチ・ドーピング協会 (VADA) によって4月21日に行われた抜き打ちのドーピング検査で、バルガスから筋肉増強と減量効果のある禁止薬物クレンブテロールの陽性反応を検出したことを明かした。クレンブテロールは家畜の飼料に用いられる場合があることから、バルガスはメキシコで食べた肉にクレンブテロールが混入していた可能性があると主張した。4月30日、カリフォルニア州アスレチックコミッションが、VADAによる抜き打ちのドーピング検査がバルガスが自ら進んで要請したものであったこと、およびバルガスがメキシコへ帰国する前のアメリカ滞在中だった4月15日に行われたドーピング検査の結果は陰性だったことに注目し、追加のドーピング検査を受けることを条件に、バルガスに一時的なボクシングライセンスを交付して、6月4日のオルランド・サリドとの試合を行うことを決定した。
2016年6月4日、ロサンゼルスのスタブハブ・センター・テニスコートで元世界2階級制覇王者でWBC世界スーパーフェザー級4位のサリドと対戦し、12回1-0（115-113、2者が114-114）の引き分けに終わったが、初防衛に成功した。
2017年1月17日、『リングマガジン』誌はサリド戦を2016年度のリングマガジン ファイト・オブ・ザ・イヤーに選出した。
2017年1月28日、インディオのファンタジー・スプリングス・リゾート・カジノ内スペシャル・イベント・センターにて、元WBO世界スーパーフェザー級暫定王者でWBC世界スーパーフェザー級7位のミゲール・ベルチェットと対戦し、プロ初黒星となる11回2分19秒TKO負けを喫し2度目の防衛に失敗、王座から陥落した。
2017年10月6日、WBCはバルガスとWBC世界スーパーフェザー級3位のジョニー・ゴンサレスに対し、WBC世界スーパーフェザー級王座挑戦者決定戦で対戦するよう指令した。
2017年12月9日、マンダレイ・ベイ・イベント・センターでスティーブン・スミスとWBC世界スーパーフェザー級2位決定戦を行い、スミスの耳が裂け出血がひどくなったことで、9回1分31秒3-0（89-82、88-83×2）の負傷判定勝ちを収め、復帰戦を勝利で飾った。
2019年5月11日、アリゾナ州ツーソンのコンベンション・センターにて、WBC世界スーパーフェザー級王者のベルチェットと2年4か月振りに対戦したが、6回終了時にバルガスが棄権したため、2年振りの王座返り咲きとはならなかった。

## 獲得タイトル
- 世界ボクシング機構 (WBO) インターナショナルスーパーフェザー級王座
- 北米ボクシング連盟 (NABF) 北米スーパーフェザー級王座
- 世界ボクシング評議会 (WBC) 世界スーパーフェザー級王座（防衛1）